# Крепелин, Карл
Карл Крепелин (нем. Karl Kraepelin; 14 декабря 1848, Нойштрелиц, Мекленбург — Передняя Померания — 28 июня 1915, Гамбург) — немецкий арахнолог. Сын актёра и декламатора Карла Крепелина, брат психиатра Эмиля Крепелина.

## Биография
Окончил гимназию Carolinum в Нойштрелице, затем изучал естественные науки с 1868 по 1870 годы в Гёттингене и затем в Лейпциге. В 1873 году защитил докторскую диссертацию.
До 1878 года преподавал в высшей школе в Лейпциге, а затем до 1889 года в старейшей гамбургской школе Johanneum. Одновременно с 1879 года он работал в составе комиссии Музея естествознания в Гамбурге. В 1889—1914 гг. занимал должность директора музея.
В 1886 году он обнаружил 60 видов живых существ в Гамбургской системе водоснабжения, но его наблюдения остались незамеченными до тех пор, пока жертвами эпидемии холеры в 1892 году не стали тысячи людей в Гамбурге.
Крепелин был известен в мире как специалист по скорпионам, членистобрюхим и фалангам, а также сколопендрам. В 1884 году был избран действительным членом академии Леопольдина.

## Почести
В честь Крепелина названы некоторые виды животных, например Boiga kraepelini, Physocypria kraepelini, Tetramorium kraepelini, Iurus kraepelini и др.

## Публикации
- Kraepelin, K. 1900. Über einige neue Gliederspinnen. Abhandlungen und Verhandlungen des Naturwissenschaftlichen Vereins in Hamburg, Vol. 16 (1): 4.
- Kraepelin, K. 1901. Palpigradi und Solifugae. Heft 12, Pp. xi + 1-159 in Das Tierreich. Eine Zusammenstellung und Kennzeichnung der rezenten Tierformen.
- Kraepelin, K. 1903. Scorpione und Solifugen Nordost-Afrikas, gesammelt 1900 und 1901 von Carlo Freihern von Erlanger und Oscar Neumann. Zoologische Jahrbücher. Abteilung für Systematik, Geographie und Biologie der Tiere, 18: 557—578.
- Kraepelin, K. 1908a. Die sekundaren Geschlechtscharaktere der Skorpione, Pedipalpen und Solifugen. Jahrbuch der Hamburgischen Wissenschaftlichen Anstalten, 25: 181—225.[3]